# Kristen djuretik
Kristen djuretik är en teologisk bearbetning av den sekulära djuretiken, som försöker förstå vårt moraliska förhållande till djuren utifrån ett kristet perspektiv. Den är en del av ekoteologin. Den kristna djuretiken finner ofta en hel del inspiration i Bibeln för djurrättstänkande, inte mindre radikalt tankegods än de mest radikala djurrättstänkarna i samtiden. Även kyrkohistorien ger en hel del inspiration, särskilt helgonen, såsom Franciskus av Assisi, Serafim av Sarov och David Petander. 
Pionjärerna inom kristen djuretik är antagligen romantikerna i början av 1800-talet med deras längtan tillbaka till naturen, samt Leo Tolstoj och Henry David Thoreau. 
Den mest kända kristna djuretikern i samtiden är Andrew Linzey. I Sverige är det Pelle Strindlund och Annika Spalde. 